# Чуркин, Александр Александрович (актёр)
Александр Александрович Чуркин (10 февраля 1950 — 10 декабря 2011) — советский и российский театральный актёр, заслуженный артист России, артист Архангельского театра кукол.

## Биография
Окончил Горьковское театральное училище (1969).
С 1981 г. — актёр Архангельского театра кукол. В театре им сыграно более 60 ролей.
Заслуженный артист Российской Федерации (1995).

## Театральные работы
- Меценат — «Любовь, любовь… Любовь!»
- дед Санька — «Кукольный балаганчик»
- дед Спиридон, Волк — «Коте Василии и его друзьях»,
- Михаил Иванович — «Трех медведях»,
- «Машенька и медведь»,
- «Кошкин дом»,
- «Слоненок пошел учиться»,
- Полоний — «Хамлет, датский принц»,
- Труффальдино — «Любовь к золотому апельсину»,
- Шамраев — А.Чехов «Чайка»
- «Трагикомическое представление по петербургским повестям Н. В. Гоголя»,
- «Игра в котенка по имени Гав»,
- «Иосиф Швейк против…»
- «Очень хитрая сказка»,
- «Эхо»,
- «Котенок на снегу»,
- «Огниво»